# Pseudotheristus circulus
Pseudotheristus circulus är en rundmaskart som först beskrevs av Vitiello 1971.  Pseudotheristus circulus ingår i släktet Pseudotheristus och familjen Monhysteridae. Inga underarter finns listade i Catalogue of Life.